# Graukloster (Schleswig)

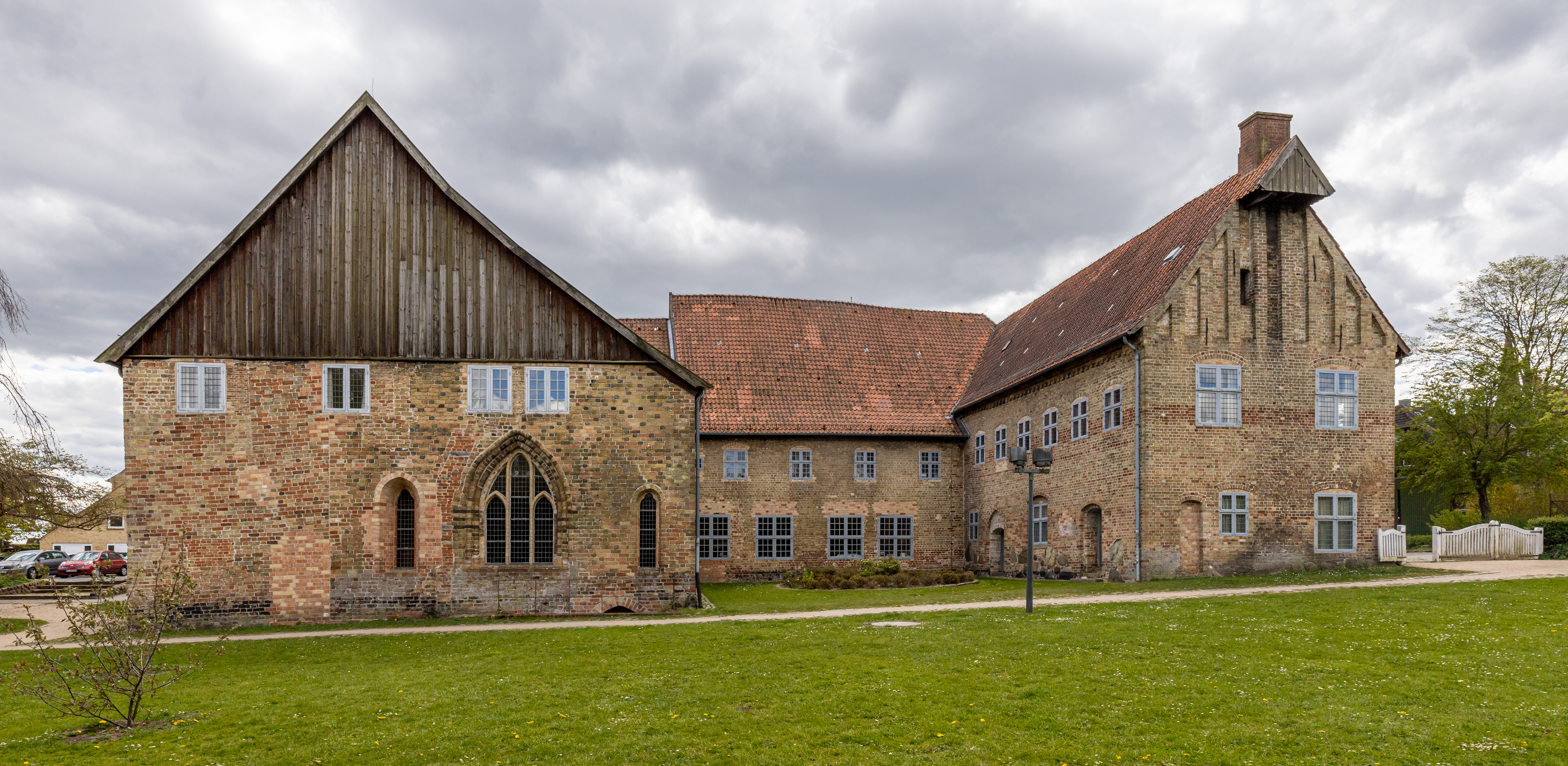
Reste des ehemaligen Grauklosters auf der Rückseite des heutigen Rathauses

Das Graukloster (eigentlich Kloster St. Paul bzw. Kloster St. Paulus) ist ein ehemaliges Franziskanerkloster in Schleswig. Es ist benannt nach der grauen Farbe des Franziskanerhabits. Nach der Aufhebung des Klosters 1528/29 wurden die Konventsgebäude in ein Armenstift umgewandelt, die Kirche ging in den Besitz der Stadt über und wurde in ein Rathaus umgebaut. Auf ihren Grundmauern wurde 1794/95 das heutige klassizistische Rathaus errichtet. Teile der mittelalterlichen Klostergebäude sind heute noch erhalten und werden seit den 1980er-Jahren von der Stadtverwaltung genutzt.

## Geschichte

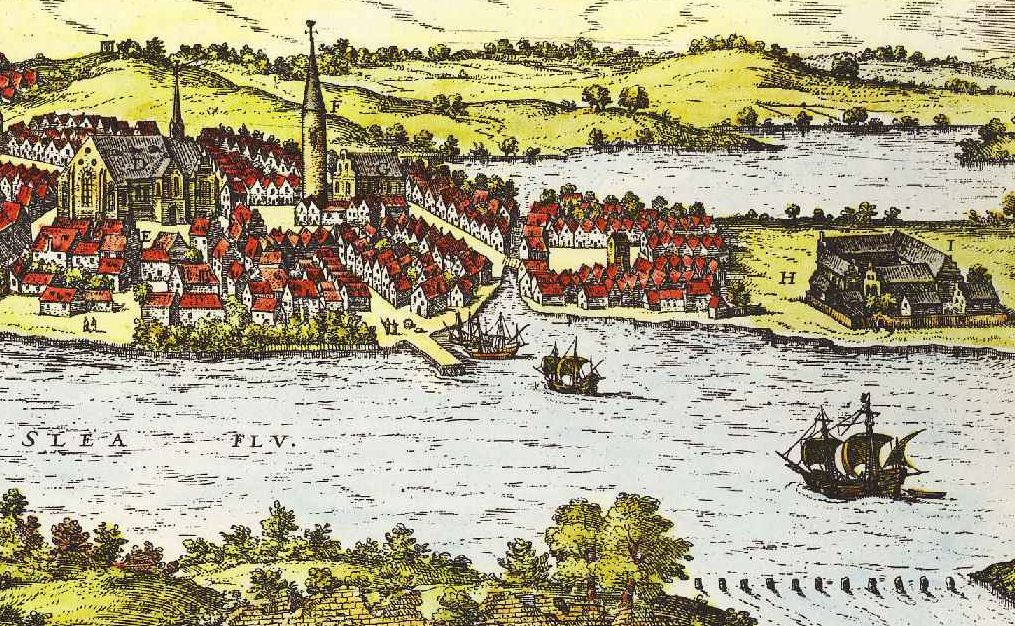
Historische Ansicht Schleswigs von Frans Hogenberg aus Georg Brauns Civitates Orbis Terrarum (um 1600), im Zentrum, am Marktplatz, rechts gelegen, der Turm der früheren Trinitatiskirche (bis 1531, F), daneben (G) die zum Rathaus umgebaute Kirche des Grauklosters St. Paul

Das unter dem Patrozinium des heiligen Paulus stehende Kloster wurde 1234 unter der Regentschaft von Herzog Abel, dem späteren König von Dänemark, gegründet. Abel überließ den Brüdern des 1210 gegründeten Franziskanerordens das Gelände eines ehemaligen dänischen Königshofes, der durch den Bau der Jürgensburg auf der Möweninsel überflüssig wurde, in der Nähe des Stadtzentrums mit dem St.-Petri-Dom. Zusammen mit den Klöstern in Viborg und Ribe gehört es zu den ersten Franziskanerklöstern im dänischen Hoheitsgebiet. Innerhalb des Franziskanerordens gehörte St. Paul zunächst zur Sächsischen Franziskanerprovinz (Saxonia) und ab 1239 zur Kustodie Ribe der Ordensprovinz Dacia (Dänemark), die in dem Jahr infolge der schnellen Expansion des Ordens von der Saxonia abgetrennt wurde. Kirchlich war es dem Bistum Schleswig bzw. dem Erzbistum Lund unterstellt, weltlich war es vom Herzogtum Schleswig abhängig. 1240 wurde die Klosterkirche fertiggestellt.
Zeitweise gehört St. Paul zu den größten Franziskanerklöstern im Königreich Dänemark. Dreimal – in den Jahren 1292, 1316 und 1392 – fanden hier Ordenskapitel der Ordensprovinz Dacia statt.
Ende des 15. Jahrhunderts schlossen sich die wenigen verbliebenen Brüder, zwei Priester und ein Laienbruder, von St. Paul auf Geheiß von Herzog Friedrich I. der Observanzbewegung im Franziskanerorden an; Friedrich hatte 1499 von Papst Alexander VI. die Erlaubnis zur Reform des Klosters erhalten. 1516 fasste Friedrich I. St. Paul mit den Franziskanerklöstern in Lunden, St. Maria in Kiel und dem Kloster Husum zur Kustodie Holstein zusammen, die 1520 der Ordensprovinz Saxonia angegliedert wurde.
Im Zuge der Reformation erfolgte – ebenfalls durch Friedrich I. – die Aufhebung des Klosters. Ab 1528 erfuhren die Franziskaner gewaltsame Eingriffe in ihr Konventsleben, die Feier der heiligen Messe wurde ihnen verboten. 1530 wurden die Brüder aus dem Kloster vertrieben. Zeitgleich wurde auch das Dominikanerkloster St. Maria Magdalena aufgelöst.

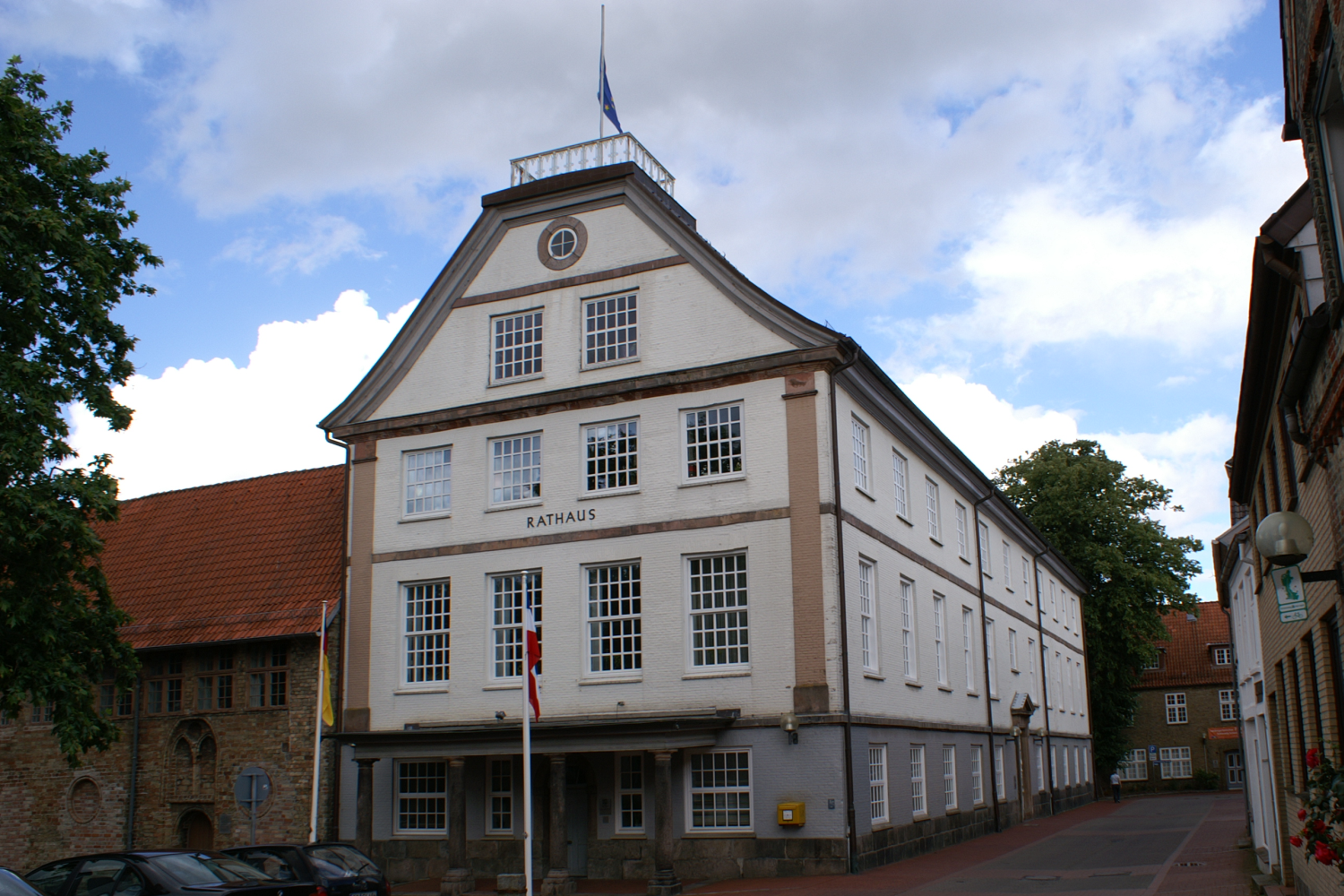
Schleswiger Rathaus und Teile der ehemaligen Klausur von St. Paul

Im Jahr 1529 versammelte Friedrichs Sohn Christian, der spätere Dänenkönig Christian III., 400 weltliche und geistliche Würdenträger in St. Paul. Die Versammlung gilt als richtungweisend für die weitere religiöse Entwicklung im Herzogtum Schleswig bzw. Königreich Dänemark. Christian, der auf dem Reichstag zu Worms 1521 auf Martin Luther traf, schloss sich bereits zuvor mit dem an ihn übertragenen Teil des Herzogtums Schleswig der Reformationsbewegung an.
Die Kirche von St. Paul ging nach der Aufhebung des Klosters in den Besitz der Stadt über und wurde zum Rathaus umgebaut. 1793 wurde das Gebäude wegen Baufälligkeit abgerissen und 1794/95 das heutige klassizistische Rathaus errichtet. Die übrigen Gebäude und Ländereien gingen in ein Armenstift über, das bis ins Jahr 1980 bis zu 22 verarmten Bürgern Unterkunft bot. Heute befinden sich Teile der Stadtverwaltung in den Gebäuden. Für die Öffentlichkeit ist es im Rahmen von Führungen zugänglich und wird gelegentlich auch für Kunsthandwerkermärkte genutzt.

## Klosteranlage und Inventar

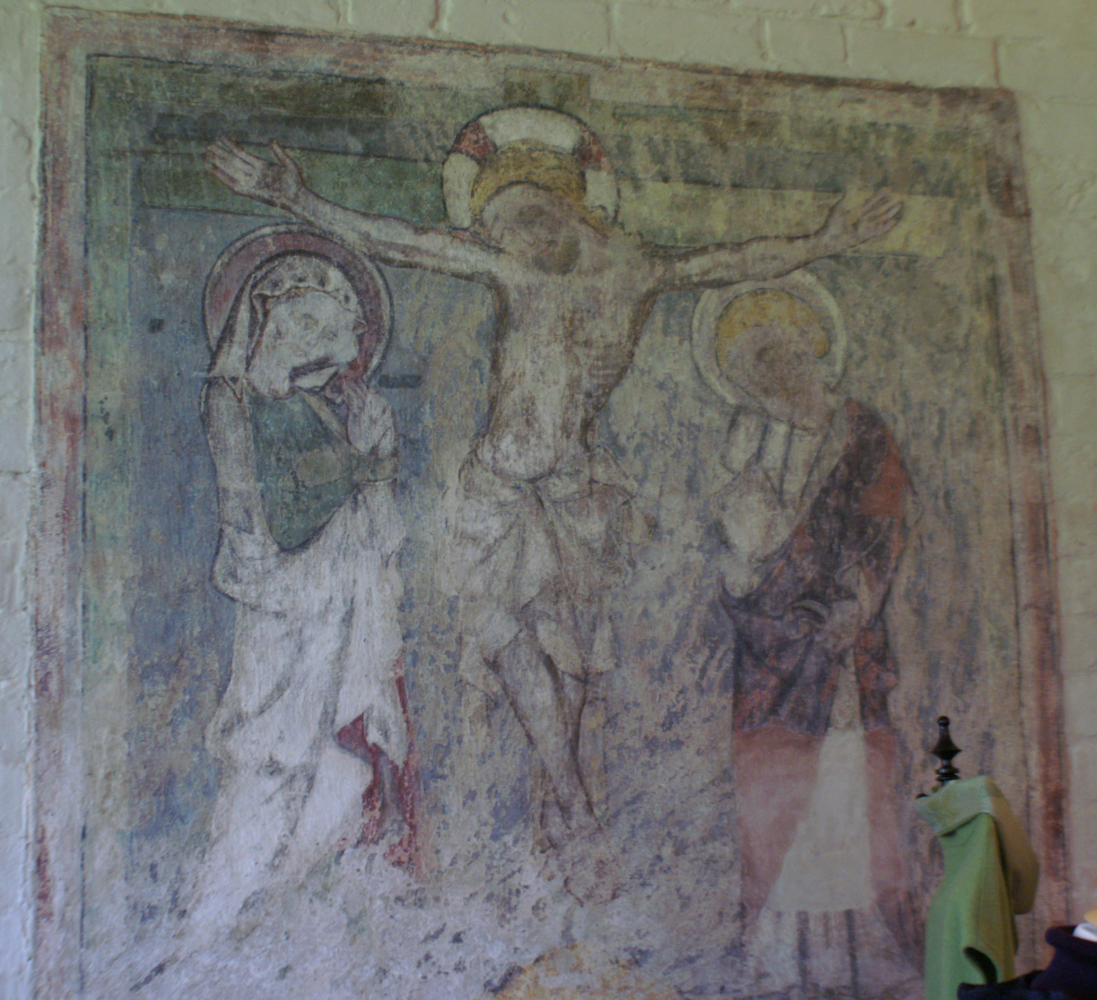
Wandmalerei (um 1280) an der Ostwand des gotischen Saals

Die heutige Anlage bestehend aus dem Rathaus und der ehemaligen Klausur vermittelt einen Eindruck von den Ausmaßen der ursprünglichen Klosteranlage. Die Umrisse des Rathauses entsprechen im Wesentlichen denen der Kirche von St. Paul, einer einschiffigen Saalkirche mit flacher polygonaler Apsis. Einen Eindruck vermittelt auch der Stich von Frans Hogenberger aus der Zeit um 1600.
Wesentlich mehr ist von der ehemaligen Klausur enthalten. Die Klausur ist ein dreiflügeliger Bau, der sich rund um den zentralen Hof erstreckt. Eine Besonderheit stellen die nördlichen Anbauten des Ost- und Westflügels dar, die zusammen mit dem Nordflügel einen zweiten, nach Norden offenen Hof bilden. Teile der ursprünglichen Bausubstanz wurden im Laufe der Zeit nach der Reformation überbaut und erst im Zuge der Restaurierung zwischen 1980 und 1984 wieder freigelegt. Die wechselhafte Baugeschichte zeigt sich insbesondere in den abschnittsweise freigelegten Fundamentresten und an den unverputzten Außenwänden.
Erwähnenswert ist hier insbesondere der so genannte gotische Saal mit seinen Wandmalereien und den für die Gotik typischen Spitzbögen an Tür- und Fensteröffnungen. Er befindet sich im nördlichen Anbau des Ostflügels. Die älteste Wandmalerei ist eine Kreuzigungsszene auf quadratischem Putzgrund an der Ostwand, die auf das Jahr 1280 datiert ist; die Malereien an der Nord- und der Westwand gehen auf die Mitte des 14. Jahrhunderts zurück. Unterhalb des gotischen Saals finden sich Überreste eines Hypokaustums. Der Raum östlich des Saals ist in der Mitte des 15. Jahrhunderts entstanden und diente vermutlich als Küche.